# SV Turbine Finkenheerd
Der SV Turbine Finkenheerd ist ein deutscher Sportverein aus Brieskow-Finkenheerd im Landkreis Oder-Spree. Für seine etwa 170 Mitglieder bietet er die Sportarten Fußball, Volleyball und Gymnastik an. Heimstätte der Brandenburger ist der 1000 Zuschauer fassende Sportplatz Finkenheerd.

## Sektion Fußball
Vorgänger des heutigen SV Turbine Finkenheerd waren die 1947 gegründete SG Finkenheerd sowie die Betriebssportgemeinschaft (BSG) Turbine Finkenheerd, die am 1. März 1959 gegründet wurde. 1949 fusionierte die Sportgemeinschaft mit der SG Lindow zur ISG Lindow-Finkenheerd. Mit dem Einstieg des ortsansässigen Braunkohlewerkes als Trägerbetrieb kam es zu Umbildungen in ZSG Glückauf, BSG Aktivist und schließlich zu Turbine Finkenheerd. Bereits 1954 spaltete sich Lindow wieder ab und bildete die eigenständige BSG Traktor Groß-Lindow.
Auf sportlicher Ebene schaffte Turbine Finkenheerd 1957 als Staffelzweiter der Bezirksklasse Frankfurt erstmals den Aufstieg in die viertklassige Bezirksliga Frankfurt. Bereits in ihrer ersten Saison 1958 konnte Finkenheerd die favorisierten Mannschaften von Union Fürstenwalde und Einheit Frankfurt hinter sich lassen und gewann die Frankfurter Bezirksmeisterschaft. Turbine qualifizierte sich damit für die II. DDR-Liga, musste diese aber mit knappem Rückstand auf Dynamo Frankfurt bereits nach einer Saison wieder verlassen. 1953 und 1960 qualifizierte sich die BSG Aktivist bzw. Turbine für den DDR-weiten Wettbewerb um den FDGB-Fußballpokal. 1953 schied Aktivist bereits in der ersten Runde gegen die Bezirksklassemannschaft von Fortschritt Cottbus aus, auch 1960 kam für Turbine bereits in der ersten Runde nach einer 0:7-Heimniederlage gegen den Zweitligisten Motor Bautzen das Pokalaus. 
In der Folgezeit hielt Turbine Finkenheerd den Frankfurter Bezirksligabereich mit kurzzeitigen Unterbrechungen noch bis 1977, im Anschluss versank die BSG in der Bedeutungslosigkeit des DDR-Fußballs. Am 20. Juli 1990 wurde die BSG in den eingetragenen Verein SV Turbine Finkenheerd umgewandelt. Seit 2006 pendelt der stets unterklassig spielende Verein zwischen Kreisklasse und Kreisliga im Fußballkreis Ostbrandenburg. So stieg man 2016 in die zehntklassige Kreisliga Ostbrandenburg auf.

## Statistik
- Teilnahme II. DDR-Liga: 1959
- Teilnahme FDGB-Pokal: 1953, 1960
- Teilnahme Bezirksliga Frankfurt: 1958, 1960 bis 1963/64, 1966/67, 1970/71, 1971/72, 1976/77